# اللغة التركية الخراسانية
اللغة التركية الخراسانية هي أحد اللغات التركية. تُستخدم اللغة في خراسان الشمالية وخراسان الرضوية في شمال شرق إيران.